# سنار (ایالت سودان)
سِنّار یکی از ۱۵ ایالت کشور سودان است. 

## جغرافیا
مرکز آن شهر سنار است.
مساحت این ایالت ۳۷٬۸۴۴ کیلومتر مربع و جمعیت آن در حدود ۱٬۱۰۰٬۰۰۰ نفر است (برآورد سال ۲۰۰۰).

ایالت سنار سودان